# Akainacephalus
Akainacephalus („hlava z Akaina“) byl rod ptakopánvého dinosaura ze skupiny ankylosauridů. Zahrnuje jediný známý druh (A. johnsoni), formálně popsaný v roce 2018 dvojicí amerických paleontologů. 

## Objev a popis
Fosilie tohoto býložravého obrněného dinosaura byly objeveny v sedimentech souvrství Kaiparowits na jihu státu Utah v USA. Stáří nálezu je pozdně křídové (geologický věk pozdní kampán, před 75,97 milionu let). Jedná se o vůbec první dochovanou lebku ankylosaura, spojenou dosud s části postkraniální kostry, objevenou ve zmíněném souvrství.
Predátorem tohoto ankylosaurida mohl být velký tyranosauridní teropod druhu Teratophoneus curriei, známý ze stejného geologického souvrství.

## Zařazení
Provedená analýza a morfologické porovnání ukázaly, že Akainacephalus je nejspíš blízce příbuzný druhu Nodocephalosaurus kirtlandensis a zároveň i některým asijským taxonům (například druhům Saichania chulsanensis, Pinacosaurus grangeri a Minotaurasaurus ramachandrani), ale sdílí také příbuzenství se severoamerickými taxony Euoplocephalus tutus, Anodontosaurus lambei a Ankylosaurus magniventris.